# Vals (Tirol)
Vals is een gemeente in het district Innsbruck Land van de Oostenrijkse deelstaat Tirol.
De gemeente Vals omvat het gehele Valsertal, een zes kilometer lang dal dat zich bij St. Jodok am Brenner bij het Schmirntal voegt en bij Stafflach in het Wipptal uitmondt. Het gemeentegebied reikt daarbij tot aan de hoofdkam van de Tuxer Alpen tot op een hoogte boven de 3000 meter. In het zuidoosten grenst de gemeente aan het Italiaanse Zuid-Tirol. Het gehele Valsertal staat onder natuurbescherming.
Door het dal stroomt de Valser Bach, die in St. Jodok in de Schmirnbach uitmondt, die op zijn beurt in de Sill uitmondt. De naam is afkomstig van het woord vallis, dat dal betekent. Het gebied werd in vroegere tijden door boeren uit het Wipptal als alpenweide gebruikt.
St. Jodok is de belangrijkste kern in de gemeente. De noordelijke helft van deze gemeente valt onder de gemeente Schmirn.